# Rosch ha-Schana

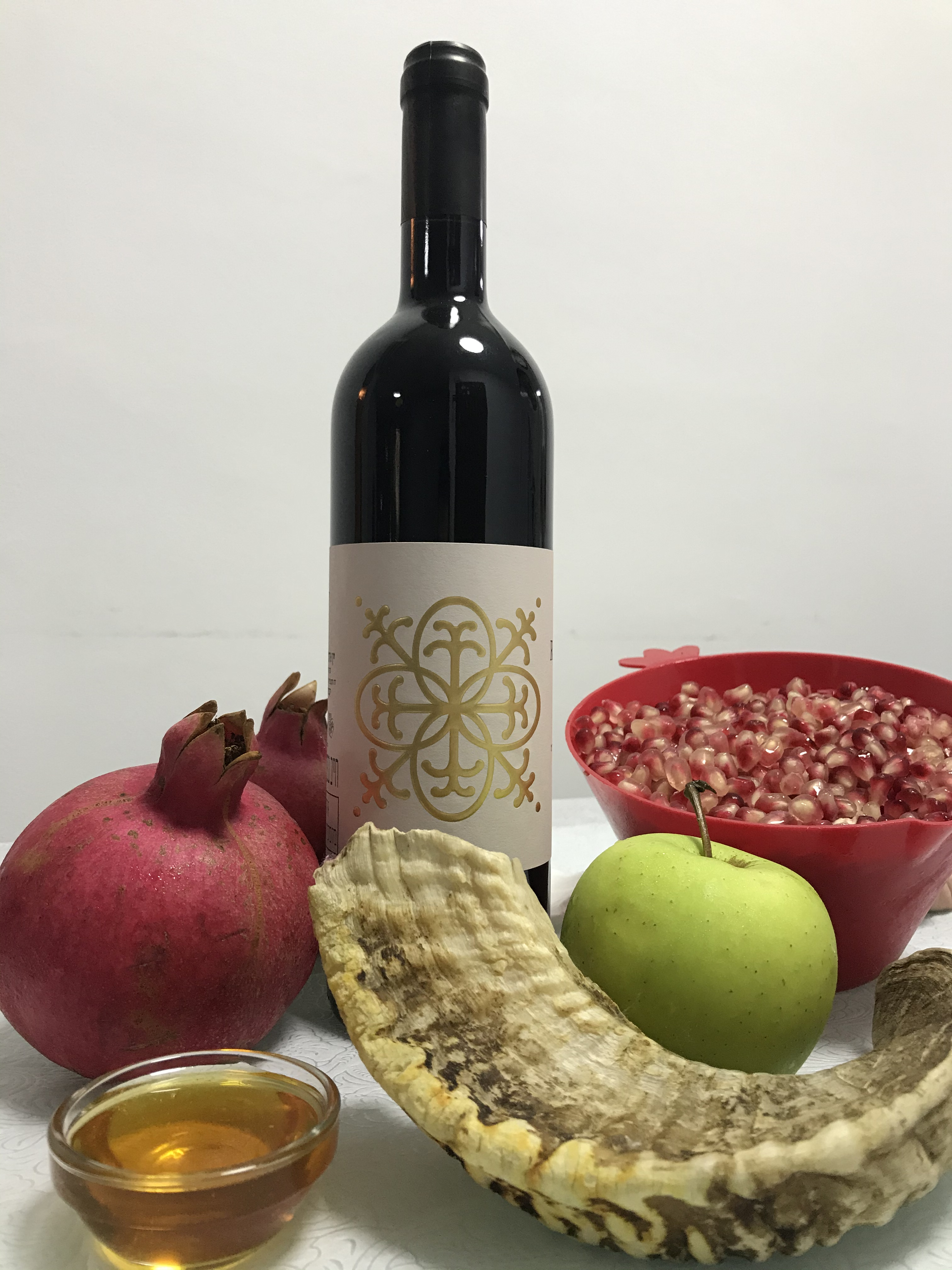
Ein Schofar, Granatäpfel, Wein, Äpfel und Honig – Symbole für den Feiertag Rosch HaSchanah

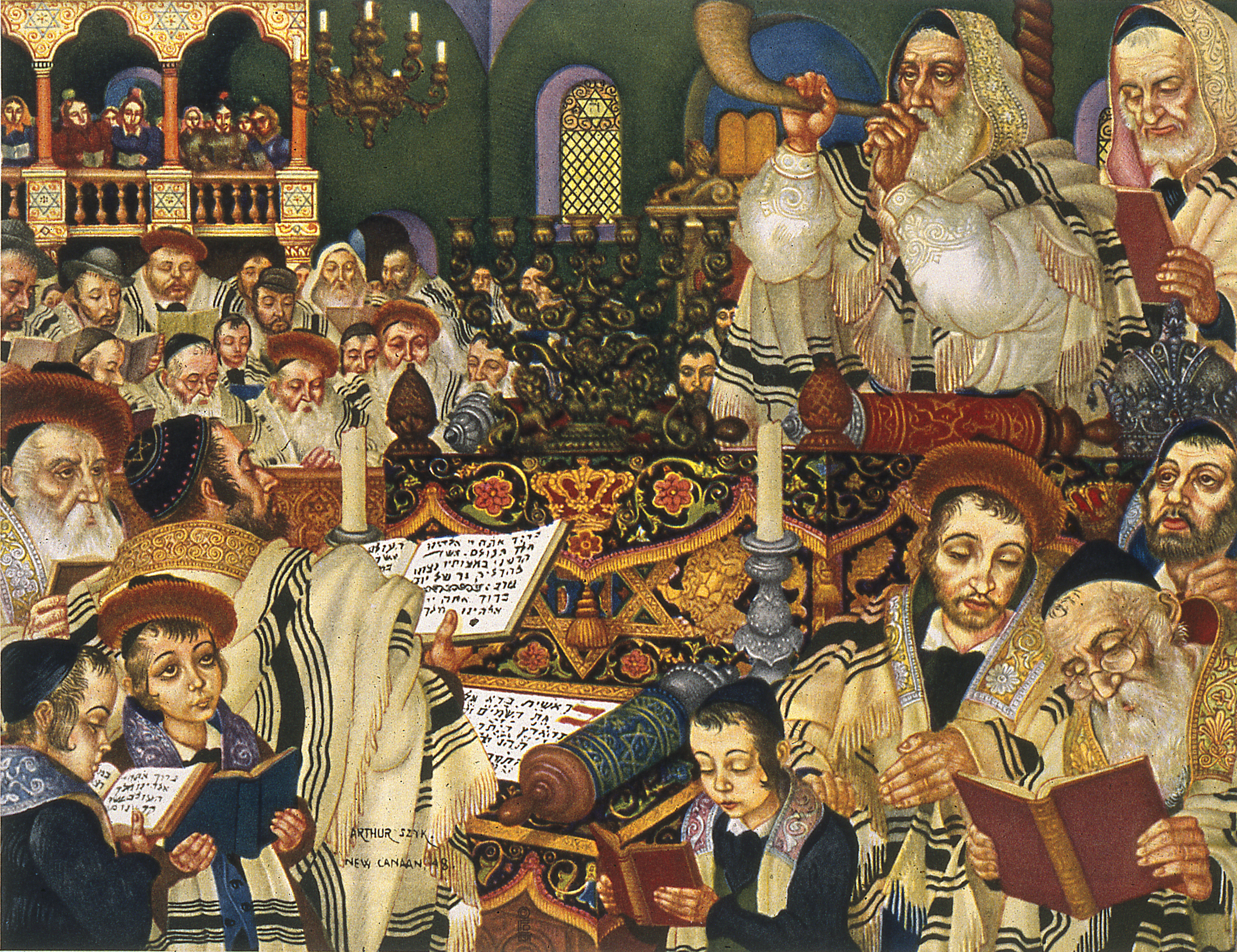
Arthur Szyk, Illustration von Rosch ha-Schana, aus The Holiday Series, 1948

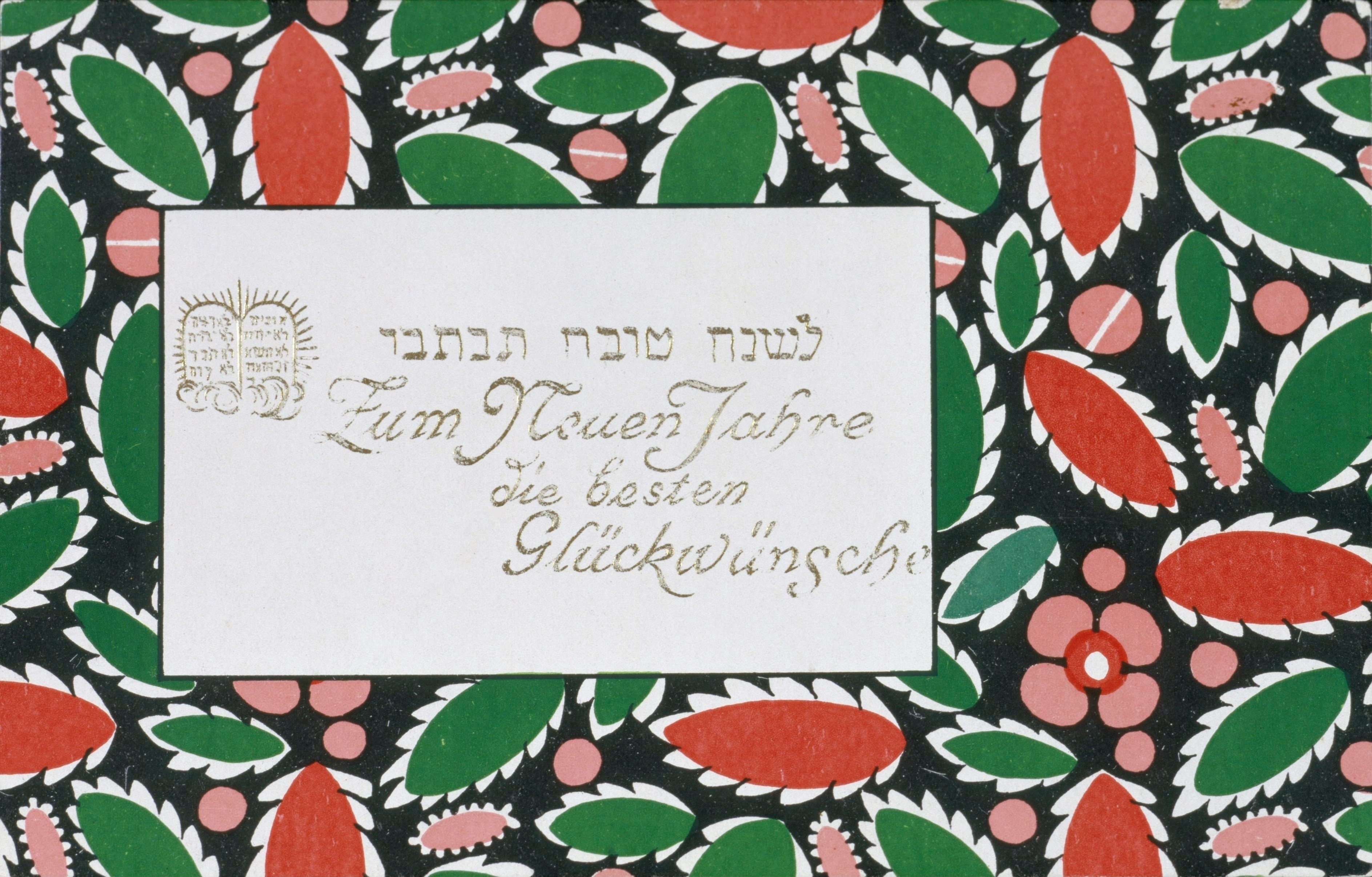
Grußpostkarte, Wiener Werkstätte, 1910

Rosch ha-Schana (hebräisch רֹאֹשׁ הַשָּׁנָה ‚Haupt des Jahres, Anfang des Jahres‘, auch Rosch haSchana, in aschkenasischer Aussprache Rausch ha-Schono oder Roisch ha-Schono oder volkstümlich auf jiddisch Roscheschone, Roscheschune genannt) ist der jüdische Neujahrstag. Die Mischna, die wichtigste Sammlung religiöser Überlieferungen des rabbinischen Judentums, legt dieses Fest als Jahresbeginn fest und daraus resultierend die Berechnung der Kalenderjahre.
Der Neujahrsgruß ist שנה טובה schana tova bzw. aschkenasisch (le)schono tauwo ‚ein gutes Jahr‘ oder auch שנה טובה ומתוקה schana tova u'metuka bzw. aschkenasisch schono tauwo u'messuko ‚ein gutes und süßes Jahr‘. Ein traditioneller aschkenasischer Neujahrsgruß ist auch leschono tauwo tikossëiw ‚zu einem guten Jahr mögest du (in das Buch des Lebens) eingeschrieben sein‘, der oft durch wessechosëim ‚und besiegelt‘ ergänzt wird.

## Religiöse Einordnung
Rosch ha-Schana ist laut Talmud Beginn und in der Folge Jahrestag der Weltschöpfung, steht aber auch für den Jahrestag der Erschaffung Adams. Es ist der Tag der Forderung, Bilanz zu ziehen über das moralische und religiöse Verhalten im abgelaufenen Jahr, und man tritt mit Gebeten für eine gute Zukunft vor Gott.
Rosch ha-Schana ist auch יום הדין Jom haDin, „Tag des Gerichts“: Am Neujahrsfest werden laut Talmud Traktat Rosch Haschana 16b drei Bücher geöffnet. Ins erste werden die ganz „Gerechten“ eingetragen, die sofort das „Siegel des Lebens erhalten“. Ins zweite Buch werden die ganz „Bösen“ eingetragen, die das „Siegel des Todes“ erhalten. Und das dritte Buch ist für die „Mittelmäßigen“ bestimmt, die sowohl Sünden wie Verdienste vorweisen können. Das endgültige Urteil bleibt in der Zeit vom Neujahrstag bis zum Versöhnungstag offen. Durch Einkehr und Umkehr ist es möglich, das Siegel des Lebens zu erhalten.
Rosch ha-Schana ist ein Tag des Schofar-Blasens. In der Tora wird dieser Tag auch Tag des Schofars genannt (Lev 23,23–25 ). Man nennt ihn auch „Tag des Lärmblasens“. Der Schofar (Widderhorn) erklingt nach in Tora und Talmud festgelegten Mitzwot zum Morgengebet beim Neujahrsfest, sofern es nicht auf einen Schabbat fällt.
An Rosch ha-Schana beginnen die Zehn ehrfurchtsvollen Tage (ימים נוראים Jamim Noraim), die mit dem Versöhnungsfest Jom Kippur enden.

## Zeitpunkt und Einbettung in den jüdischen Kalender
Das Fest Rosch ha-Schana ist biblisch in Levitikus 23,24–25 , Numeri 29,1–6  und in Grundzügen in Ez 40,1  bezeugt. Es beginnt im Herbst, am Tagesende nach dem 29. Tag des jüdischen Monats Elul. Daneben kennt die Tora allerdings auch einen Frühlingstermin, den 1. Nisan, als Anfang des neuen Jahres Ex 12,2 . Horst Dietrich Preuß zufolge war der Herbsttermin, nach dem Abschluss der Erntearbeiten, der ältere Neujahrstermin in Palästina. Der Frühjahrstermin spiegle die Gegebenheiten der Landwirtschaft in Mesopotamien und sei in Palästina nur künstlich festlegbar. Er sei in Palästina von Assyrern und Neubabyloniern durchgesetzt worden, als sie diese Region erobert hatten. Die Samaritaner feiern Rosch ha-Schana im Frühling, zum Beginn des Monats Abib (entspricht dem Monat Nisan). Manche Forscher halten das für den ursprünglichen gesamtisraelitischen Brauch. Die talmudische Literatur enthält Auseinandersetzungen darüber, ob der Frühjahrs- oder Herbsttermin beachtet werden solle, und entscheidet sich für den Herbsttermin (Mischnatraktat-Rosch ha-Schana).
Rosch ha-Schana fällt nach dem jüdischen Kalender auf den 1. Tischri, der nach dem gregorianischen Kalender in den September oder in die erste Hälfte des Oktobers fällt. Das genaue Datum im gregorianischen Kalender wechselt von Jahr zu Jahr, weil der jüdische Kalender mit zwölf Mondmonaten von 29 bis 30 Tagen rechnet (Synodischer Monat 29,53 Tage). Um die 354 oder 355 Tage mit dem Sonnenjahr in Einklang zu bringen, wird etwa alle drei Jahre ein ganzer Schaltmonat eingefügt.
Das Fest dauert im orthodoxen Judentum und im konservativen Judentum zwei Tage und somit bis zum Tagesende des zweiten Tages des Monats Tischri (auch in Israel, wo ansonsten die meisten Feiertage nur einen Tag lang sind). Der zweite Tag wurde später hinzugefügt. Das Reformjudentum feiert generell nur den ersten Tag des Festes. Es gibt Hinweise darauf, dass Rosch ha-Schana bis ins 13. Jahrhundert in Jerusalem nur einen Tag lang gefeiert wurde.
Rosch ha-Schana findet 163 Tage nach dem ersten Tag des Pessachfestes statt. Unter dem derzeit gültigen gregorianischen Kalender kann Rosch ha-Schana nicht vor dem 5. September stattfinden, wie zum Beispiel in den Jahren 1899 und wieder 2013. Nach dem Jahr 2089 werden die Differenzen zwischen jüdischem Kalender und dem gregorianischen Kalender dazu führen, dass Rosch ha-Schana nicht vor dem 6. September liegen kann. Rosch ha-Schana kann nicht später als am 5. Oktober liegen, wie z. B. im Jahr 1967 und wieder im Jahr 2043. Der jüdische Kalender ist so aufgebaut, dass der erste Tag von Rosch ha-Schana niemals auf einen Mittwoch, Freitag oder Sonntag fällt.
Rosch ha-Schana beginnt am Sonnenuntergang des Abends vor dem in der folgenden Tabelle angeführten Tag, da der jüdische Tag immer am Abend beginnt. „Da ward aus Abend und Morgen der erste Tag.“ Gen 1,5 

## Termine von Rosch ha-Schana
| Jüdisches Jahr | Gregorianisches Datum      |
| -------------- | -------------------------- |
| 5785           | 3. bis 4. Oktober 2024     |
| 5786           | 23. bis 24. September 2025 |
| 5787           | 12. bis 13. September 2026 |
| 5788           | 2. bis 3. Oktober 2027     |

## Geschichtliche Entwicklung
Innerhalb des Pentateuch enthalten nur Lev 23,24–25  und Num 29,1–6  Anweisungen für die Begehung des Neujahrsfestes, neben den Opferbestimmungen werden Arbeitsruhe, Festversammlung und Widderhornblasen genannt. Nach Horst Dietrich Preuß hatte Neujahr im Jerusalemer Kult keine große Bedeutung (es fehlt im Festkalender des Deuteronomiums) und war als Vorbereitung auf Jom Kippur und das große Pilgerfest Sukkot hingeordnet. Erst die frühjüdische Literatur versah Rosch haSchana stärker mit eigenen Festinhalten.
Zur Zeit des Zweiten Tempels war das Schofarblasen mit dem Neujahrsgottesdienst im Jerusalemer Tempel verbunden, aber Philon bezeugt diesen Brauch auch für die Synagoge von Alexandria, wo es eine große griechisch sprechende Gemeinde gab. Nachdem der Tempel im Jahr 70 n. Chr. von römischen Truppen zerstört worden war, ordnete Jochanan ben Zakkai an, dass der Schofar statt in Jerusalem nun in Javne geblasen werden sollte. Es wurde nun überall dort eingeführt, wo ein rabbinischer Beth Din bestand, weil diese Einrichtung in einer symbolischen Beziehung zum Tempel gesehen wurde.
Schon recht bald, nachdem das Achtzehnbittengebet seine Form angenommen hatte, wurden auch die an Rosch haSchana darin eingefügten Gebete Malkujot, Zichronot und Schofrot formuliert; diese gehen demnach ins frühe 2. Jahrhundert n. Chr. zurück. Die Grundgedanken dieser drei Gebete verband allerdings schon Philon mit dem Neujahrsfest, und sie lassen sich einzelnen Versen aus Psalm 81 zuordnen, nämlich Schofrot, das Schofarblasen, in Vers 4, die Erinnerungen (Zichronot) an den Auszug aus Ägypten und die Gabe der Tora am Sinai in Vers 6 und 8 sowie die Königsherrschaft (Malchujot) Gottes in der monotheistischen Proklamation von Vers 10f.
Das Gebet Unetaneh tokef wird legendarisch Rabbi Amnon von Mainz (11. Jahrhundert) zugeschrieben, ist aber wahrscheinlich älter. Hier wird eine Herkunft aus Palästina in frühbyzantinischer Zeit vermutet.
Taschlich ist ein Brauch, der in talmudischer Zeit noch unbekannt und erst seit dem Spätmittelalter (Sefer Maharil) bezeugt ist. Er ist möglicherweise von nichtjüdischem Volksglauben beeinflusst und erhielt in Osteuropa Erweiterungen durch die Kabbalisten. Die Rabbinen missbilligten Taschlich, konnten den außerordentlich populären Brauch aber nicht einfach verbieten, sondern versuchten, magische Deutungen durch symbolische Deutungen zu ersetzen, die im Einklang mit ihren theologischen Überzeugungen waren.

## Liturgie und Brauchtum
Rosch ha-Schana ist kein Trauertag, sondern ein Fest, an dem sich die Juden – wegen Gottes Erbarmen – freuen sollen. Außer dem Hallel, das an Neujahr ausgelassen wird, gleicht es in seinen feierlichen Merkmalen allen anderen Festen: Kleidung, Waschen, Haareschneiden, innere Vorbereitung und festliche Mahlzeiten.

### Vorbereitungen am Ende des Monats Elul
Am Morgen vor dem Neujahrsfest findet nach dem Morgengebet das „Entbinden von Gelübden“ statt (vor drei halachisch dazu geeigneten Juden, die für diesen Zweck ein „Gericht“ gebildet haben). Denn am bevorstehenden Tag des Gerichts sollte man nicht von unerfüllten Versprechen belastet sein. Deshalb treten die Gottesdienstteilnehmer nacheinander vor das „Gericht“ und bitten, von ihren Gelübden entbunden zu werden. Manche Gruppierungen haben den Brauch entwickelt, vor Rosch ha-Schana Gräber Angehöriger und „Gerechter“ zu besuchen, um sich durch die Erinnerung an deren Leben für das kommende Jahr inspirieren zu lassen. Man spendet Geld für einen guten Zweck und beendet die alltäglichen Arbeiten bis zum Mittag.

### Synagogengottesdienst am Vorabend
Im aschkenasischen Ritus ist es üblich, dass die Gottesdienstbesucher ebenso wie der Vorbeter weiße Kleidung tragen; die Parochet und die Toramäntel sind ebenfalls weiß. Das soll die Reinheit symbolisieren und wird mit einem Satz auch dem Buch Jesaja (1,18) erklärt: „Unsere Sünden sollen so weiß wie Schnee gemacht werden.“
Fällt Rosch haSchana auf einen Sabbat, so ist das Empfangsritual für die Königin Schabbat (Kabbalat Schabbat) verkürzt. Das Achtzehnbittengebet umfasst wie am Schabbat sieben Segenssprüche; der dritte Segensspruch ist erweitert:
- „Du bist heilig, und dein Name ist heilig … Und so lege denn die Furcht vor dir, Ewiger, unser Gott, auf alle deine Werke …“
- „Und so gib Ehre, Ewiger, deinem Volke, Ruhm denen, die dich fürchten …“
- „Und so mögen die Gerechten es sehen und sich freuen …“
- „Und du wirst allein regieren, Ewiger, über alle deine Werke … Gelobt seist du, Ewiger, heiliger König!“[11]

Der vierte Segensspruch enthält das Motiv des Festes Rosch haSchana. Er beginnt mit der Erwählung Israels und thematisiert dann die Erschaffung des Menschen: „… auf dass jedes Geschöpf erkenne, daß du es erschaffen, und jedes Gebilde einsehe, daß du es gebildet und alles, was Odem in der Nase hat, spreche: Der Ewige, der Gott Israels ist König, und sein Reich herrsche über das All.“ Abschließend wird Gott als König über die ganze Erde gepriesen, der „… Israel geheiligt und den Tag des Gedenkens.“
Nach den Achtzehnbittengebet in der Neujahrsnacht wird der Toraschrein geöffnet, und Kantor und Gemeinde beten im Wechsel den Psalm 24.
Der traditionelle Glückwunsch nach dem Gottesdienst lautet: hebräisch לשׁנה טובה תכתבו leschana towa tikatewu bzw. in aschkenasischer Aussprache leschono tauwo tikossejwu, „Ihr möget zu einem guten Jahr eingeschrieben werden“.

### Festmahl am Neujahrsabend
Die verschiedenen jüdischen Gemeinschaften haben eigene Gebräuche für die Mahlzeit am Neujahrsabend ausgebildet, von denen einige weit verbreitet sind. Genuss von Honigkuchen (honek-lejkech), Zimmes, Weintrauben, süßem Wein und in Honig getauchten Apfel- (oder auch Challa-)Scheiben drücken die Hoffnung auf ein gutes, süßes Jahr aus. Lekach ist ein traditioneller osteuropäischer Honigkuchen, der in seiner Rezeptur mit Schokolade, Ingwer, Apfel- oder Aprikosenstückchen verfeinert sein kann. In Süddeutschland und dem Elsass wurde häufig Zwetschgenkuchen für das jüdische Neujahrsfest gebacken. Jüdische Familien im Osmanischen Reich servierten Baklava oder ähnliche Süßigkeiten.
- Das Weißbrot (Challa) wird nicht wie üblich in Salz, sondern in Honig eingetunkt.
- Anschließend wird eine Apfelscheibe in Honig getunkt mit dem Segensspruch über Baumfrüchte und gegessen, danach sagt man: „Möge es dein Wille sein, Ewiger, unser Gott und Gott unserer Väter, uns ein glückliches und angenehmes Jahr zu erneuern.“[16]
- Ebenfalls wird zuweilen ein symbolisches Stück von einem Fisch- oder Schafskopf mit den Worten „Möge es dein Wille sein, dass wir zum Kopf und nicht zum Schwanz werden“ gegessen.
- Ein weiterer Brauch ist das Essen von Granatäpfeln. Sie stehen im Judentum symbolisch für Fruchtbarkeit, da sie viele Kerne enthalten. Dazu sagt man: „Möge es dein Wille sein, dass unsere Rechte sich wie der Granatapfel mehren.“ In jiddischsprechenden Gemeinden werden Augenbohnen (rubiya, Wortspiel mit rov „viele“) und jiddisch mern, „Möhren“ mit den Worten „Möge es dein Wille sein, dass sich unsere Rechte mehren“ gegessen.
- Manchmal werden auch Datteln gegessen mit den Worten: „Möge es dein Wille sein, dass unsere Verleumder und Ankläger zugrunde gehen.“[17]

Typische Speisen an Rosch haSchana
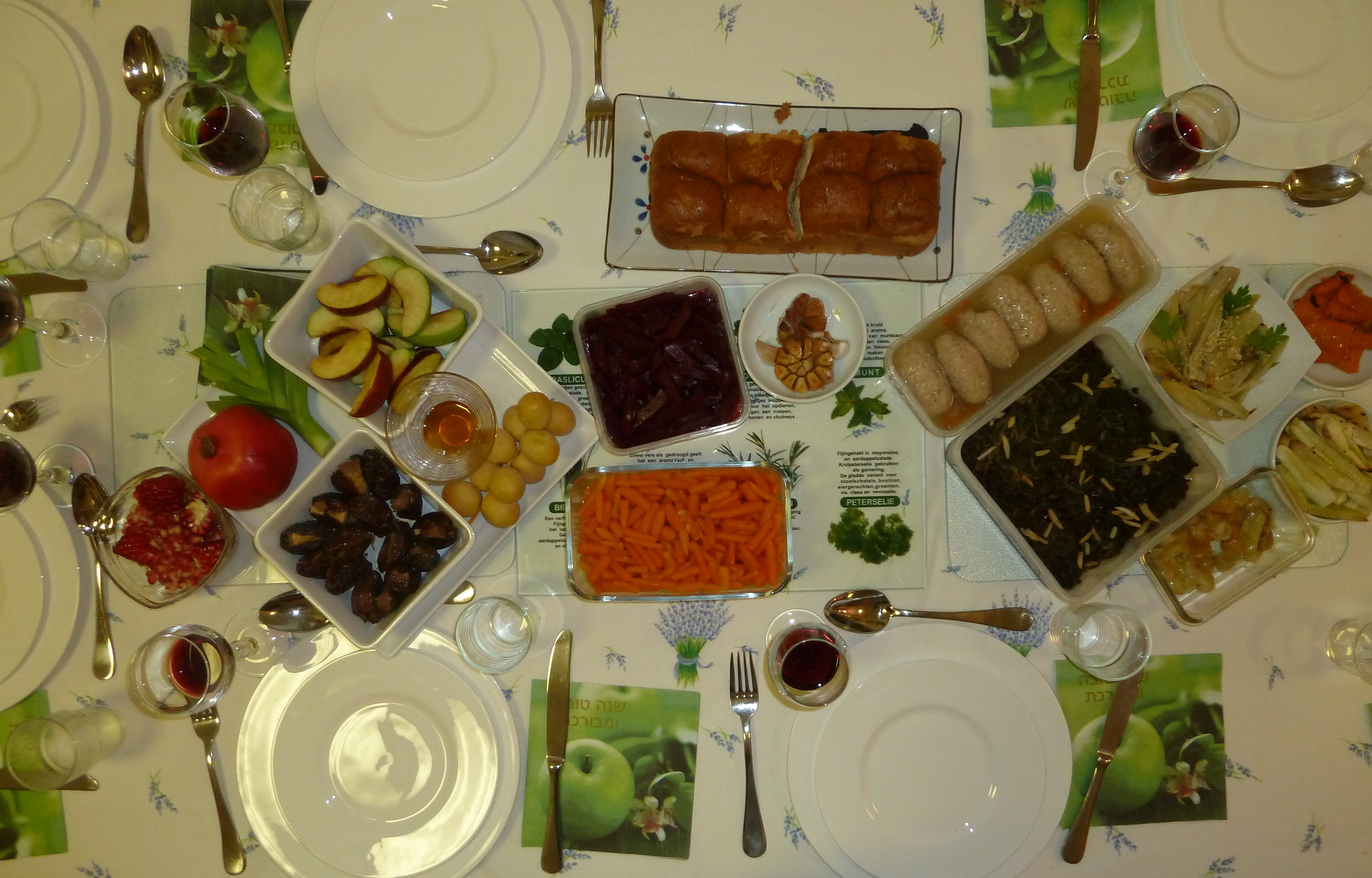
Verschiedene süße Speisen
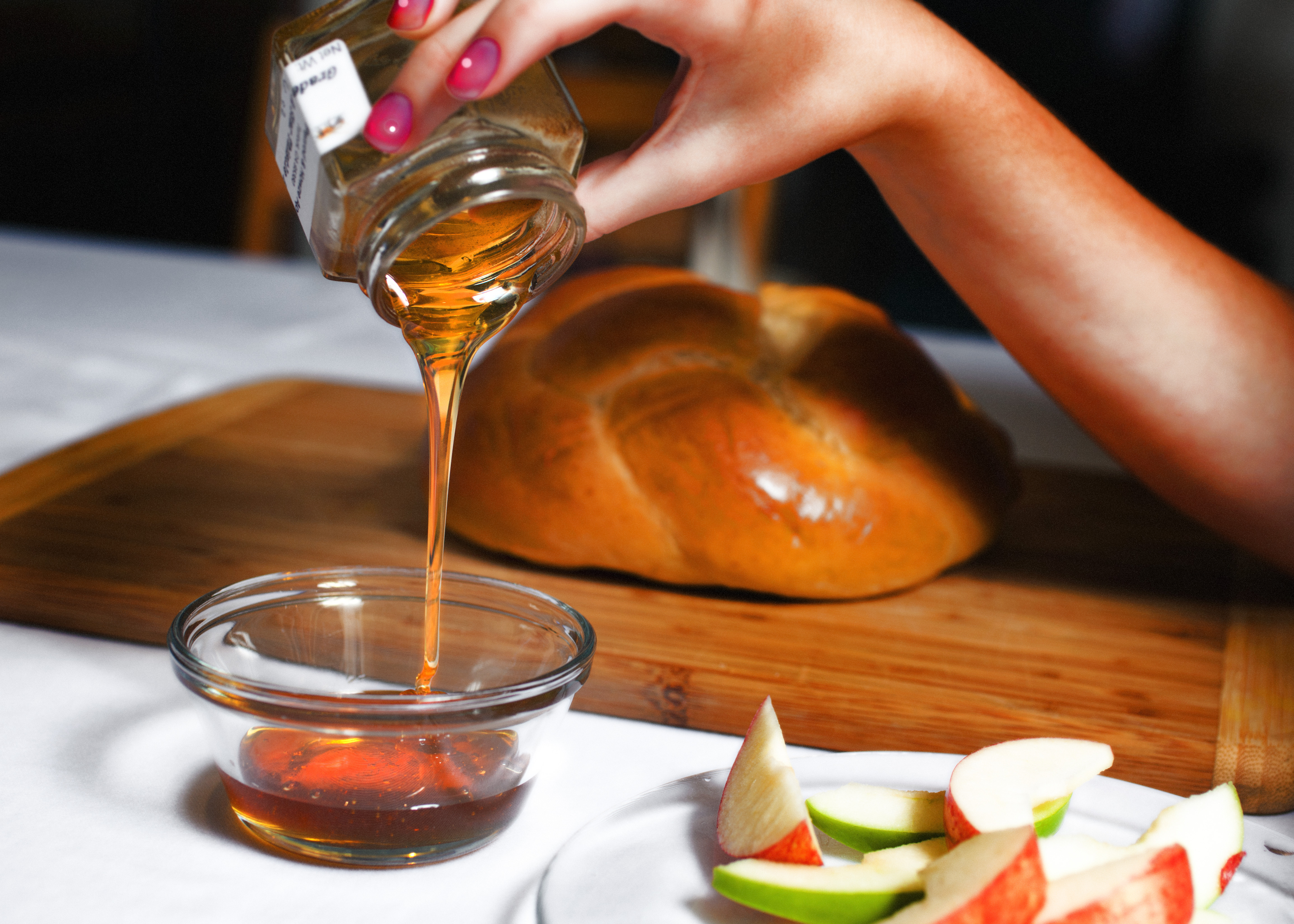
Apfelschnitze, Challa und Honig
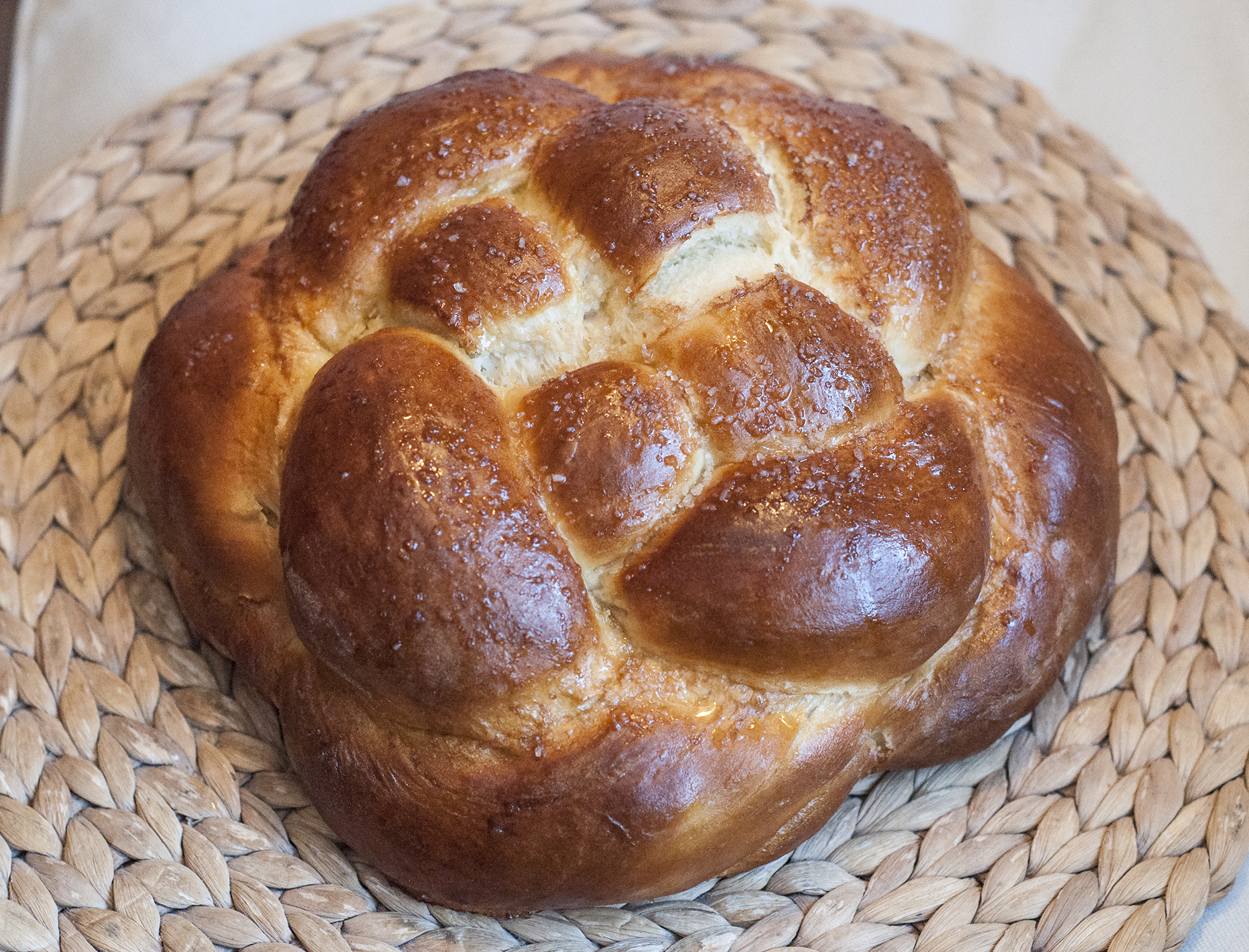
Runde Challa
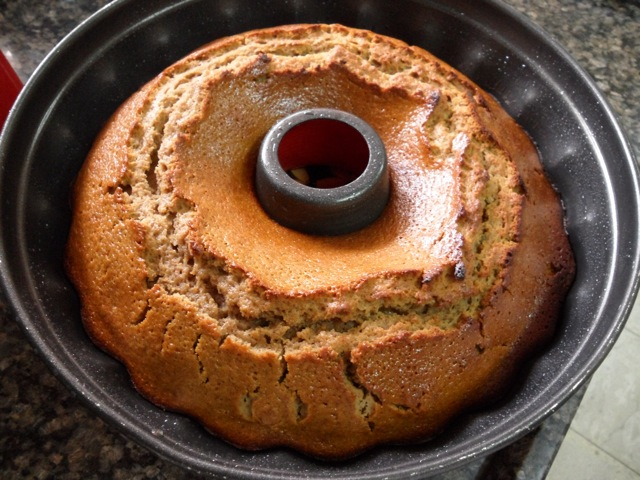
Lekach
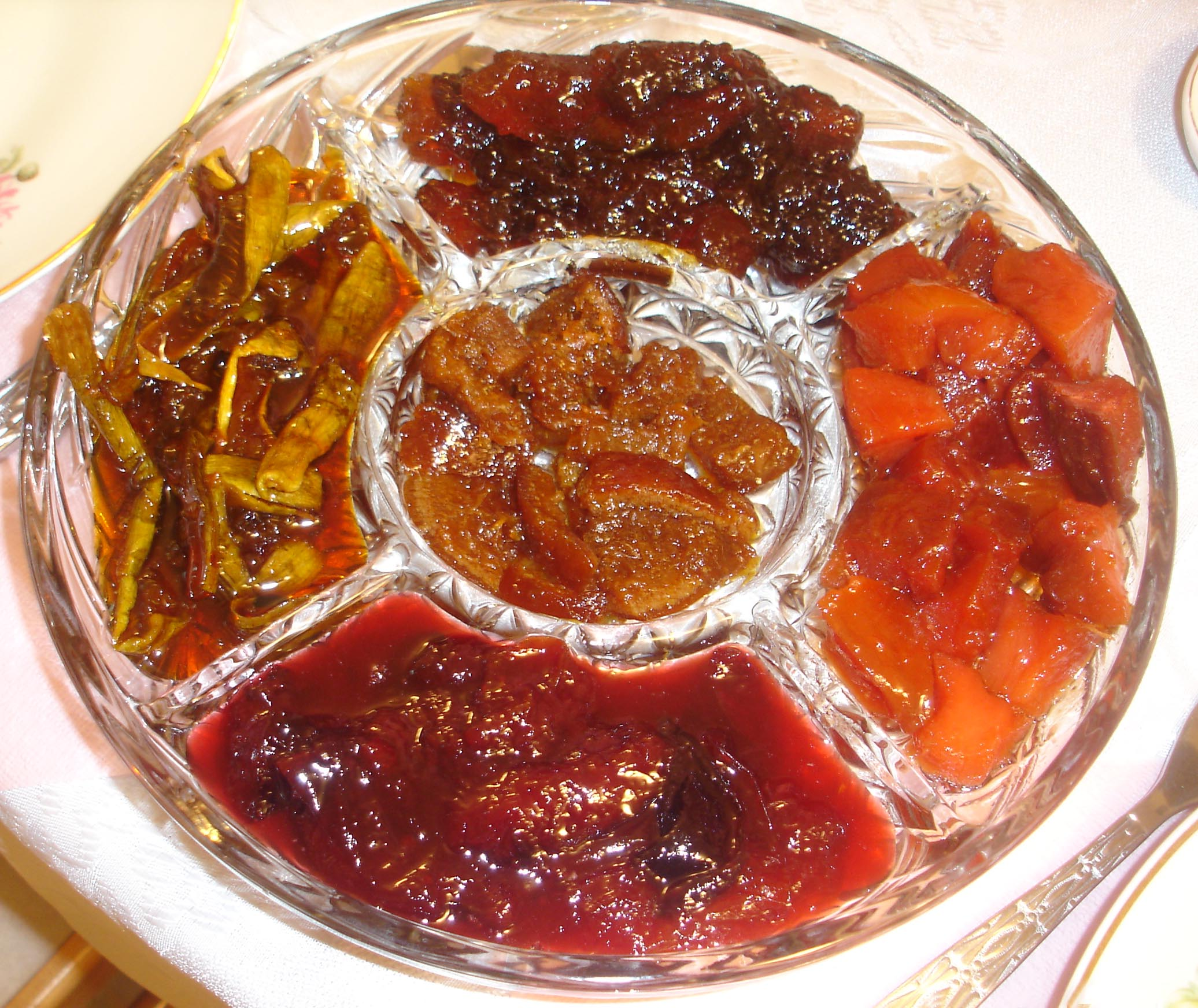
Rosch haSchana-Süßspeisen, Nordafrika

### Gottesdienste am Neujahrstag
Der Morgengottesdienst von Rosch haSchana hat Ähnlichkeit mit dem Schabbat-Gottesdienst, ist aber um Psalm 130 erweitert, der von Kantor und Gemeinde versweise rezitiert wird. Das Achtzehnbittengebet hat die gleichen Besonderheiten wie am Vorabend. Der Kantor fügt bei der Wiederholung des Gebets liturgische Dichtungen ein, deren Auswahl je nach Brauch der Gemeinde unterschiedlich ist. Bekannt ist besonders das alphabetisch geordnete Gedicht „Dem Gericht haltenden Gott, der die Herzen der Menschen prüft“, das um Gottes Erbarmen im Gericht bittet.
Der Morgengottesdienst unterscheidet sich nun je nachdem, ob es ein Werktag oder ein Schabbat ist. An einem Werktag wird der Toraschrein geöffnet und Awinu Malkenu gebetet. Das Herausheben der Torarollen ist von besonderen Gebeten begleitet. Am ersten Tag Rosch haSchana wurden der Überlieferung zufolge Sara, Rachel und Hanna von ihrer Unfruchtbarkeit geheilt. Dieses Motiv begegnet auch in der Toralesung aus dem Buch Genesis (Bereschit), Kapitel 21: Saras Zweifel, ob sie schwanger werden kann, und Isaaks Geburt. Die Haftara aus dem 1. Buch Samuel, Kapitel 1–2 berichtet von Hannas Besuch im Heiligtum und ihrem Gebet um ein Kind. Dieses Gebet gilt als beispielhaft dafür, was ein Gebet ausmacht.
Das Neujahrsfest ist zwar der „Tag des Schofarblasens“, am Schabbat allerdings erklingt der Schofar nicht. Nach Maimonides hat das Schofarblasen im Neujahrsgottesdienst folgende Bedeutungen:
- Es symbolisiert die Thronbesteigung Gottes als König der ganzen Welt.
- Es erinnert an die Bereitschaft Abrahams, seinen Sohn Isaak zu opfern; Gott aber verlangte diese Tat nicht (Akedah).
- Es erinnert an die Gabe der Tora auf dem Berg Sinai.

Vor dem Erklingen des Schofar wird siebenmal Psalm 47 rezitiert. Der von der Gemeinde bestimmte Bläser lässt eine festgelegte Sequenz von Schofartönen erklingen. Darauf folgt eine Zeit der Stille. Anschließend wird die Tora in den Schrein zurückgebracht und dieser geschlossen. Vor dem geschlossenen Toraschrein rezitiert der Kantor mit zunehmend lauterer Stimme das Gebet: „Hier bin ich, arm an Taten.“
Das anschließende Musafgebet hat an Rosch haSchana eine besondere Form. Die Amida besteht aus neun Segenssprüchen, wobei die drei ersten und drei letzten auch sonst zum Achtzehnbittengebet gehören, die drei mittleren aber länger und diesem Feiertag vorbehalten sind. Sie werden jeweils von Schofartönen begleitet:
- Malkujot: „An uns ist es, zu preisen den Herrn des Alls … Gelobt seist du, Ewiger, König über die ganze Erde, der du Israel geheiligt und den Tag des Gedenkens.“
- Zichronot: „Du gedenkst des Werkes der Welt und prüfst alle Gebilde der Vorzeit … Gelobt seist du, Ewiger, der des Bundes gedenkt.“
- Schofrot: „Du hast dich in der Wolke deiner Majestät deinem heiligen Volke offenbart … Gelobt seist du, Ewiger, der du auf die Stimme der Therua [= den Schofarton] deines Volkes Israel voll Erbarmen hörst.“[21]

Rosch ha Schana in der Synagoge
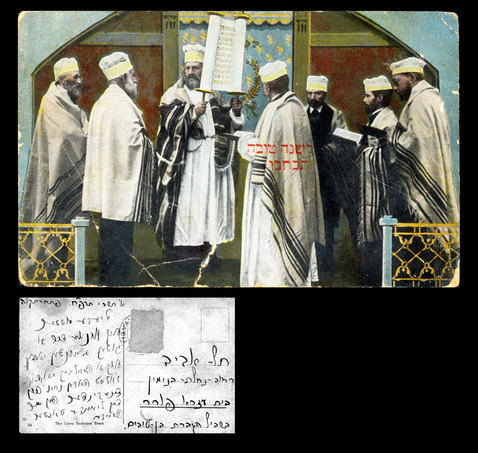
Neujahrskarte aus Eretz Israel (1927)
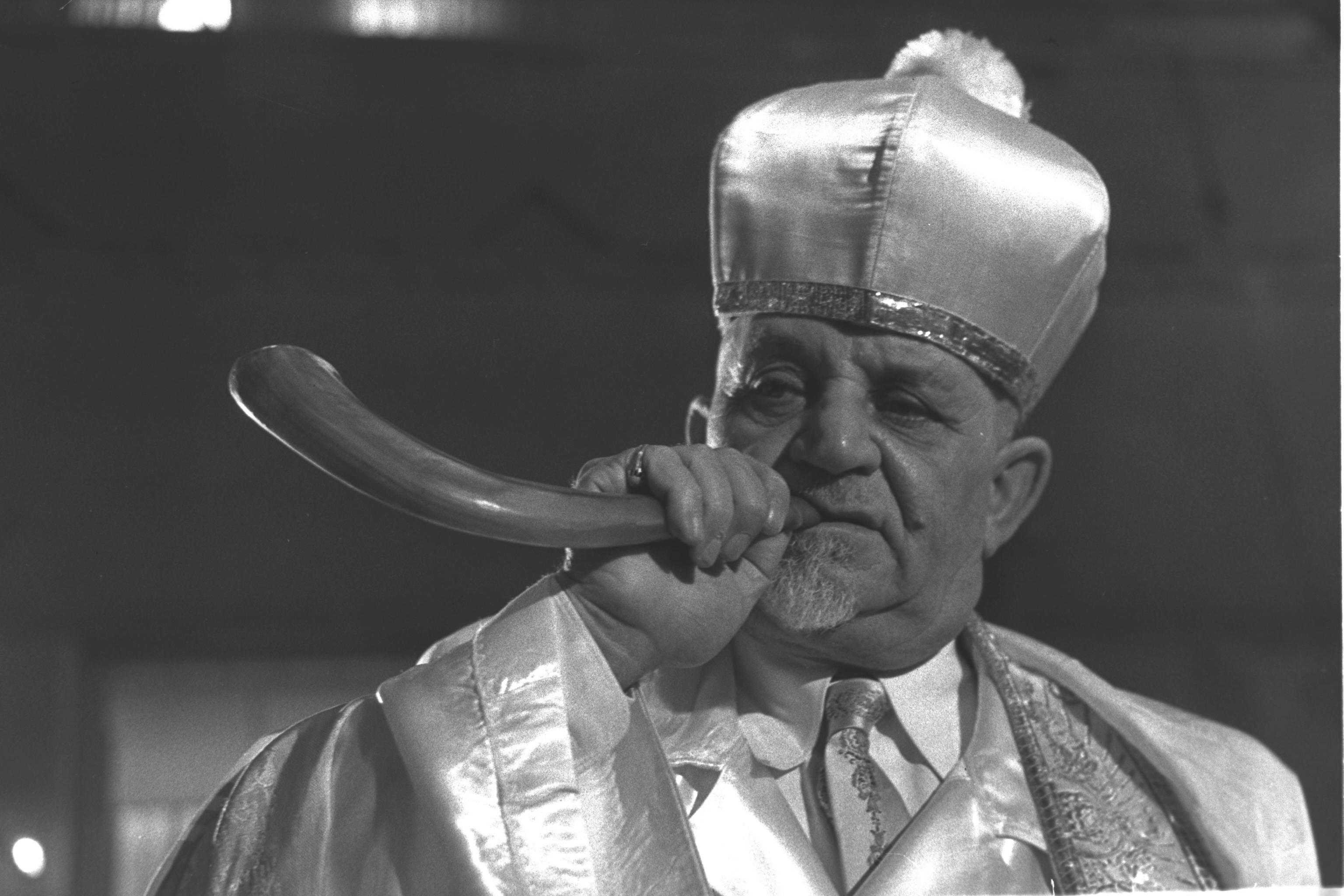
Sefardischer Schamasch mit Schofar (Ohel Moed Synagoge, Tel Aviv)
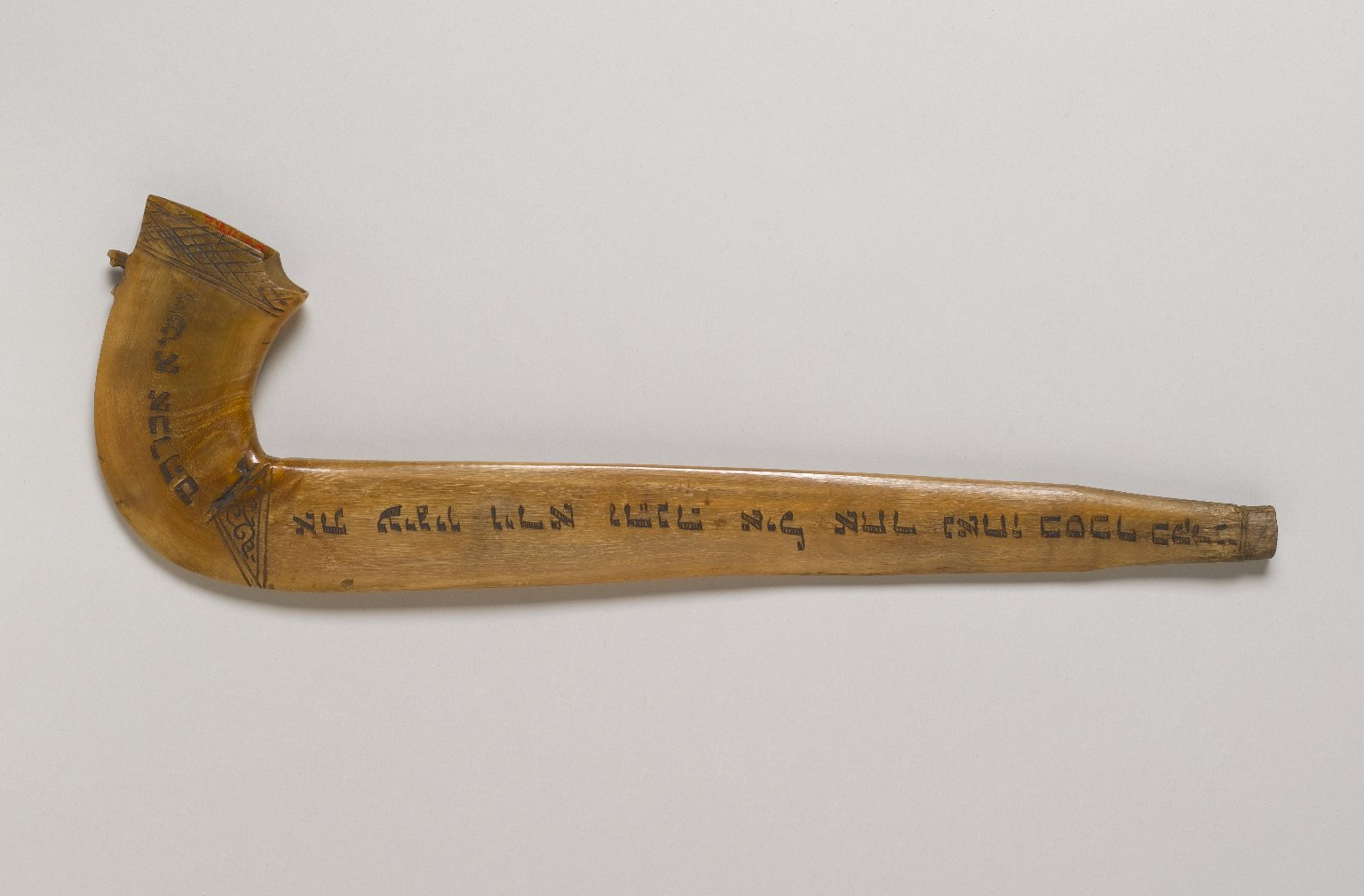
Schofar mit Inschrift Gen 22,13 EU, 18. Jh. (Brooklyn Museum)
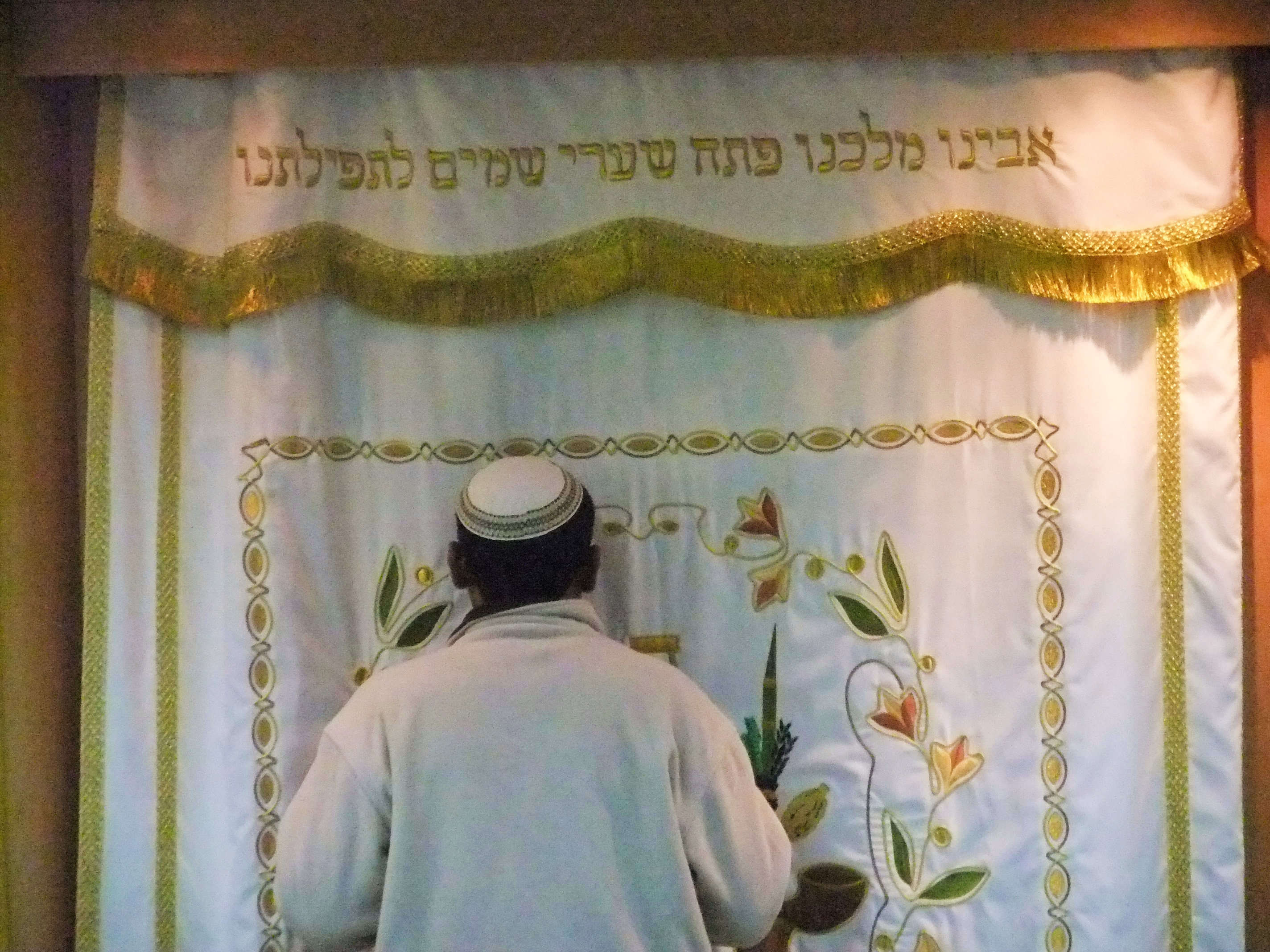
Weiße Parochet
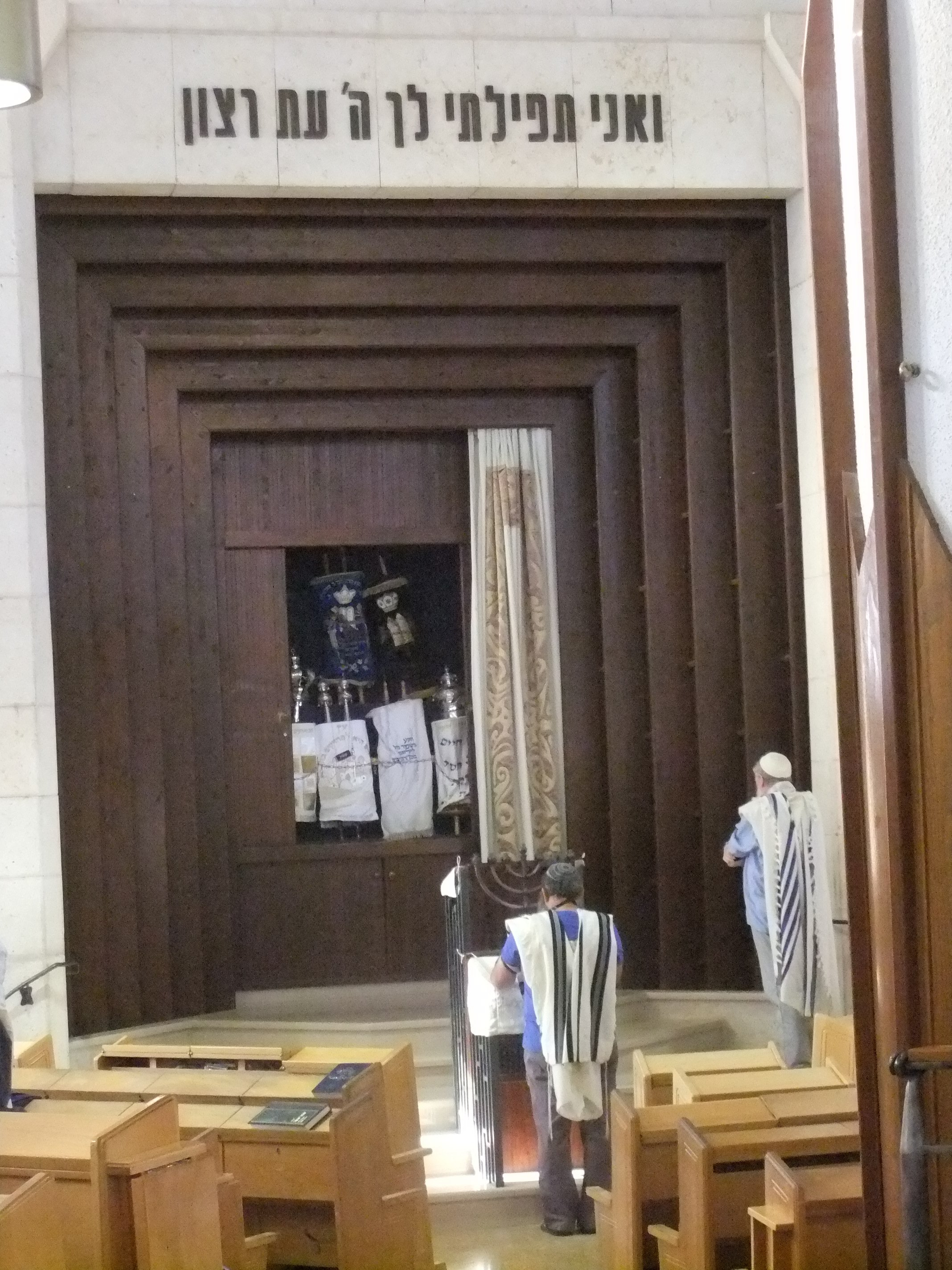
Offener Toraschrein (Synagoge von Ofra)

Die Wiederholung des Musafgebets durch den Kantor ist wie im Morgengebet durch die Einschaltung liturgischer Dichtungen gekennzeichnet, die je nach Gemeindebrauch unterschiedlich sind. Das bekannteste ist Unetaneh tokef. Bei dem Vers: „Wir knien nieder, bücken uns und danken dem König aller Könige, dem Heiligen, gelobt sei er“ verneigen sich alle tief. In aschkenasischen Gemeinden (orthodox, aber teilweise auch konservativ und reform) ist eine Kniebeuge üblich.

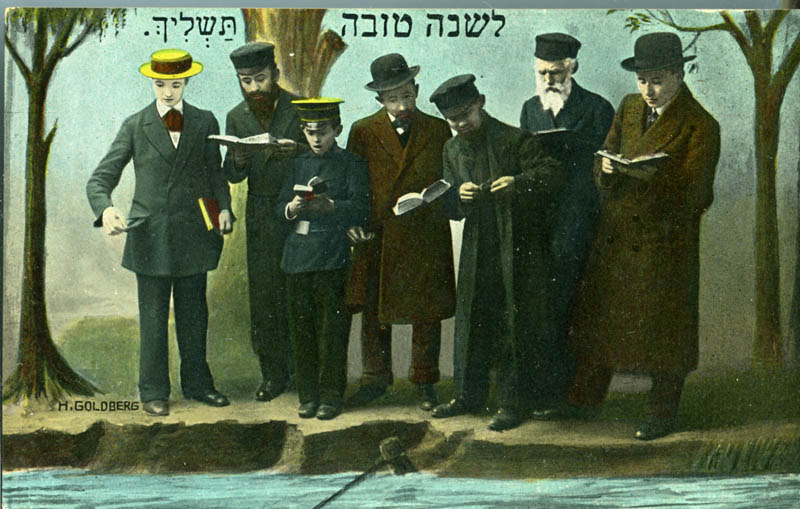
Ausleeren der Taschen bei Taschlich. Historische Neujahrs-Grußkarte (um 1920)

Am Nachmittag des Neujahrstags (oder, wenn Rosch ha Schana auf einen Schabbat fällt, am Folgetag) gibt es den Taschlich-Brauch: Vor Sonnenuntergang begibt man sich an ein Flussufer, einen Strand oder (zum Beispiel in Jerusalem) in die Nähe einer Quelle. Nach Lesung einiger Verse aus dem Buch Micha (7,18–20) folgt ein Gebet zur Vergebung von Sünden. Quasi noch am Menschen haftende Sünden des letzten Jahres werden sodann symbolisch durch Ausleeren der Taschen und Ausbürsten der Kleidung abgeschüttelt.
Die Ordnung von Gebeten, Schofar-Blasen, Kiddusch und Mahlzeiten, die für den ersten Neujahrstag gültig ist, gilt auch für den zweiten Neujahrstag. Es ist aber kein „zweiter Feiertag“, wie er in der Diaspora bei den anderen Feiertagen üblich ist. Beide Tage zusammen bezeichnet der Talmud als einen 48 Stunden dauernden Feiertag. Wegen dieser Vorschrift besteht die Befürchtung, dass man möglicherweise „unnötige Segenssprüche“ beim Schehechejanu, Kerzenanzünden und dem Kaddisch am zweiten Tag sagt. „Um diese Zweifel aus dem Weg zu räumen, zieht man am zweiten Neujahrstag im Allgemeinen ein neues Kleidungsstück an und stellt eine Schale auf den Tisch, die Früchte enthält, die man zu dieser Jahreszeit noch nicht gegessen hat“. Die Segenssprüche bezieht man nun darauf.

## Wünsche
So wie man sich zu Rosch haSchana Schana Towa, „ein gutes Jahr“, gewünscht hat, so wünscht man sich in der Zeit nach Rosch haSchana, (ab dem 3. Tischri) bis einschließlich Jom Kippur, hebräisch חתימה טובה chatima towa – „eine gute Einschreibung“ [in das Buch des Lebens]. In der Zeit zwischen Jom Kippur und bis einschließlich dem letzten Tag von Sukkot, (Hoschana Rabba) wünscht man sich gegenseitig hebräisch גמר חתימה טובה gmar chatima tova, deutsch ‚möge deine Einschreibung (in das Buch des Lebens) gut abgeschlossen werden‘. „Gmar“ bedeutet endgültig, womit man eine endgültige, gute Besiegelung wünscht. Diese Zeit gibt noch eine letzte Chance bis zum Schluss von Sukkot, sich zum Positiven zu ändern.

## Deutschland
Schüler an Grund- und weiterführenden Schulen werden auf Antrag an jüdischen Feiertagen vom Unterricht freigestellt. Abhängig Beschäftigte haben den Anspruch auf Urlaubsgewährung für diese Feiertage.

## Ukraine
Der Präsident der Ukraine, Wolodymyr Selenskyj, hat 2020 Rosch ha-Schana zum nationalen Feiertag erklären lassen. Traditionell reisen vor allem ultraorthodoxe Männer – Zehntausende von ihnen – jedes Jahr zum jüdischen Neujahr nach Uman, um am Grab des Rabbi Nachman (1772–1810) zu beten. Er ist der Urenkel des Israel ben Elieser, genannt Baal Schem Tov, des Gründers der chassidischen Bewegung. Rabbi Nachman trug seinen Anhängern auf, jedes Jahr an seinem Grab Gebete zu sprechen, was jedoch 2020 wegen der COVID-19-Pandemie ausfiel.